# ザグナル

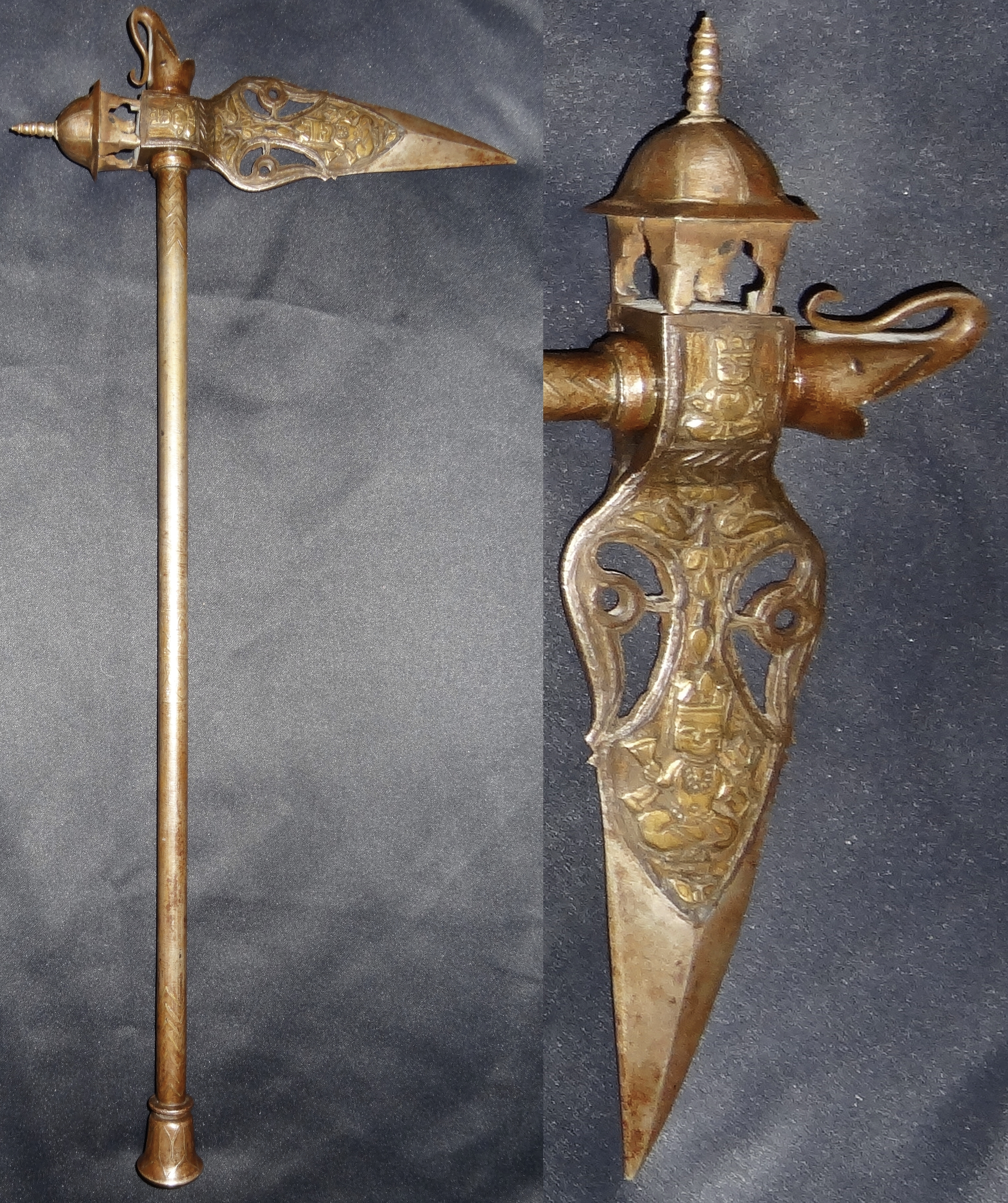
ザグナル

ザグナルまたはザーグヌール（ウルドゥー語：زاغنول 転写：zāġnūl、Zaghnal）は、インドの武器。ピック（戦闘用つるはし）の一種である。戦槌、斧の一種と考えられる場合もある。
柄の先に一方がピック、他方が槌や斧等となっている柄頭を取り付けたものである。